# Catedral de Les Illes

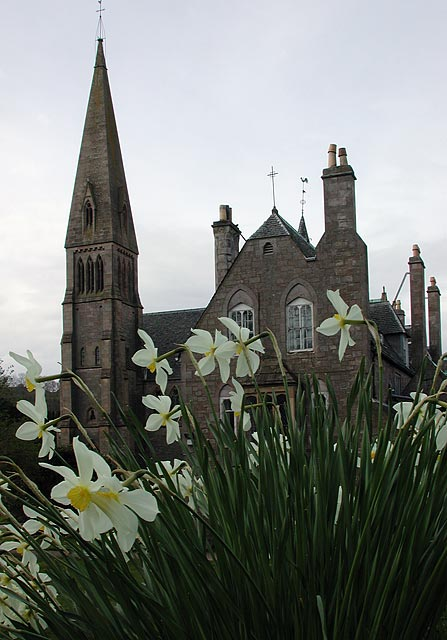
Narcisos davant la catedral.

La Catedral de les Illes i Església col·legiata de l'Esperit Sant (en anglès Cathedral of The Isles and Collegiate Church of the Holy Spirit) és una concatedral de l'Església Episcopal Escocesa en Millport (Great Cumbrae). És una de les dues catedrals de la diòcesi d'Argyll i les illes, i l'altra és la Catedral de Sant Joan (St. John) a Oban. El comú de la diòcesi és el Reverend Right Kevin Pearson.
George Frederick Boyle, pertanyent a la noblesa de Glasgow va ser benefactor de la catedral i va encarregar a William Butterfield el disseny de la mateixa. Butterfield va ser un dels arquitectes del neogòtic, i va dissenyar la catedral en aquest estil. Culminada en 1849, va obrir les portes dos anys després, sent envoltada per boscos i jardins; és l'edifici més alt de l'illa (Great Cumbrae) i la catedral més petita de les Illes Britàniques.